# Baïdou
Baïdou är ett 221 km långt vattendrag i Centralafrikanska republiken, ett biflöde till Ouaka. Det rinner genom den centrala delen av landet, med mynningen 290 km nordost om huvudstaden Bangui.